# Christine Scheiblichová
Christine Scheiblichová (* 31. prosince 1954 Wilsdruff) je bývalá německá veslařka, olympijská vítězka a čtyřnásobná mistryně světa. Závodila na skifu za klub Einheit Drážďany a reprezentaci Německé demokratické republiky.
Veslování se věnovala od třinácti let a jejím trenérem byl Dieter Schubert. V roce 1972 vyhrála východoněmeckou mládežnickou spartakiádu. Na Mistrovství světa ve veslování 1974, kde byly poprvé zařazeny na program ženské disciplíny, získala ve skifu zlatou medaili. O rok později dokázala na šampionátu v Nottinghamu titul obhájit. Na Letních olympijských hrách 1976 se stala historicky první vítězkou v ženském skifu. V olympijském finále porazila Američanku Joan Lindovou o 65 setin sekundy. Titul skifařské mistryně světa získala také v letech 1977 a 1978, poté ukončila kariéru. 
Vyučila se opravářkou psacích strojů, pak začala podnikat v oboru fyzioterapie. Jejím manželem je mistr světa v jízdě na saních Ulrich Hahn. Byl jí udělen východoněmecký Vlastenecký záslužný řád. 